# Teutonia Uelzen
Teutonia Uelzen ist ein Sportverein aus dem niedersächsischen Uelzen. Im Fußball tritt die Herrenmannschaft Uelzens ab 2016 in der sechstklassigen Landesliga Lüneburg an. Darüber hinaus werden im Verein Walking beziehungsweise Wandern, Kinder-Turnen und Frauen-Gymnastik sowie in einer Spielgemeinschaft mit Eintracht Salzwedel Handball angeboten.

## Geschichte
Der am 7. September 1912 unter der Bezeichnung Fußballclub Teutonia gegründete Verein wurde nach einer Umbenennung am 4. April 1919, als die Bezeichnung „Fußballclub“ durch Sportvereinigung ersetzt wurde, am 24. Oktober 1921 als Sportvereinigung Teutonia Uelzen von 1912 e. V. ins Vereinsregister eingetragen. Die Fußball-Herrenfußballmannschaft des Vereins, der mehrfach den Heide- sowie den Bezirkspokal gewann, spielte in der Nachkriegszeit von 1949 an in der damals höchsten niedersächsischen Spielklasse, der Amateuroberliga Ost. Als die Liga zur Saison 1964/65 aufgelöst wurde, musste Teutonia zunächst eine Stufe tiefer in der Verbandsliga Ost antreten. 1968 gelang der Mannschaft als Meister der Verbandsliga Ost der Aufstieg in die Landesliga, wo man sich weitere zehn Jahre halten konnte.
1970 wurde eine Frauenfußballabteilung gegründet.

## Persönlichkeiten
- Sören Bertram
- Richard Kubus